# (400328) 2007 TJ447
(400328) 2007 TJ447 es un asteroide perteneciente al cinturón de asteroides, descubierto el 11 de octubre de 2007 por el equipo del Spacewatch desde el Observatorio Nacional de Kitt Peak, Arizona, Estados Unidos.

## Designación y nombre
Designado provisionalmente como 2007 TJ447.

## Características orbitales
2007 TJ447 está situado a una distancia media del Sol de 2,584 ua, pudiendo alejarse hasta 2,902 ua y acercarse hasta 2,266 ua. Su excentricidad es 0,123 y la inclinación orbital 14,17 grados. Emplea 1517,26 días en completar una órbita alrededor del Sol.

## Características físicas
La magnitud absoluta de 2007 TJ447 es 16,8.